# Успенський Олександр Іванович
Олександр Іванович Успенський (27 лютого 1902, село Верхній Суходіл Алексінського повіту Тульської губернії — розстріляний 27 січня 1940, місто Москва)— радянський державний діяч, народний комісар внутрішніх справ УРСР, один з діячів Великого терору. Член ЦК КП(б)У в червні — грудні 1938 р. Член Політичного бюро ЦК КП(б)У в червні — листопаді 1938 р. Депутат Верховної Ради УРСР 1-го скликання (1938).

## Життєпис
Народився в родині лісового сторожа (за іншою версією — в родині дрібного торговця — особи духовного звання). У 1910—1912 роках — учень початкового училища у Верхньому Суходолі. У 1913—1915 роках — учень Тульського двохкласного училища. У 1915—1917 роках — учень Тульського духовного училища (закінчив 2 класи).
До 1917 року працював у приватному магазині в Тулі. У 1917 році повернувся до рідного села.
З лютого 1918 по травень 1919 року — секретар Суходольського волосного комітету бідноти, завідувач відділу друку у Алексінському повіті Тульської губернії.
З травня 1919 по серпень 1920 року — начальник Алексінської районної міліції Тульської губернії.
У серпні 1920 року перейшов на роботу в органи ВЧК— ОДПУ. У серпні 1920 — лютому 1922 року — секретний уповноважений, уповноважений, начальника інформації політбюро ЧК Алексінського повіту Тульської губернії.
Член РКП(б) з вересня 1920 року.
У лютому 1922 — вересні 1923 року — уповноважений Тульського губернського відділу ДПУ по Алексінському повіту.
У вересні 1923 — березні 1927 року — начальник економічного відділу Тульського губернського відділу ДПУ.
У березні 1927 — серпні 1931 року — начальник економічного відділу Повноважного представництва ОДПУ по Уралу в місті Свердловську (тепер Єкатеринбурзі).
У вересні 1931 — травні 1933 року — начальник економічного відділу Повноважного представництва ОДПУ по Московській області. Одночасно у листопаді 1932 — травні 1933 року — помічник повноважного представника ОДПУ по Московській області.
У травні 1933 — липні 1934 року — заступник повноважного представника ОДПУ по Московській області. У липні 1934 — лютому 1935 року — заступник начальника УНКВС по Московській області.
У лютому 1935 — лютому 1936 року — заступник коменданта Московського Кремля з внутрішньої охорони.
У лютому 1936 — березні 1937 року — заступник начальника УНКВС по Західно-Сибірському краю (місто Новосибірськ).
16 березня 1937 — 25 січня 1938 року — начальник УНКВС по Оренбурзькій області РРФСР.
25 січня 1938 — 14 листопада 1938 року — народний комісар внутрішніх справ УРСР. (До виконання обов'язків приступив 27 січня 1938 р.) Підписував смертні вироки по сфабрикованим справам: Польської військової організації, «Молодої генерації» та інших.
26 червня 1938 року був обраний депутатом Верховної Ради УРСР 1-го скликання від Славутської виборчої округи Кам'янець-Подільської області.
14 листопада 1938 року, побоюючись арешту, імітував самогубство, лишивши записку «Прощайте всі мої добрі товариші! Труп мій шукайте, якщо він потрібен, в Дніпрі. Так вірніше — застрелитися і у воду… без осічки. Люшковим не був ніколи! Успенський» та перейшов на нелегальне становище. 15 квітня 1939 року був заарештований у місті Міасі Челябінської області. 27 січня 1940 році Військовою Колегією Верховного Суду засуджений до страти. Розстріляний у Москві. В кримінальній справі Успенського  зберігається дві дати страти 28 січня 1940 р. і 26 лютого 1940 р. Не реабілітований.

## Звання
- старший майор державної безпеки (29.11.1935)
- комісар державної безпеки 3-го рангу (25.01.1938)

## Нагороди
- орден Леніна (2.07.1937)
- орден Червоного Прапора (3.04.1930, № 21217/20217)
- медаль «ХХ років РСЧА» (22.02.1938)
- знак «Почесний працівник ВЧК—ГПУ (V)» (30.01.1930, № 435)
- знак «Почесний працівник ВЧК—ГПУ (XV)» (4.02.1933)